# Restormel
Restormel var ett distrikt i Cornwall enhetskommun i Cornwall grevskap, England. Distriktet har 95 562 invånare (2001).

## Civil parishes
- Colan, Crantock, Fowey, Grampound with Creed, Lanlivery, Lostwithiel, Luxulyan, Mawgan-in-Pydar, Mevagissey, Newquay, Roche, St. Blaise, St. Columb Major, St. Dennis, St. Enoder, St. Ewe, St. Goran, St. Mewan, St. Michael Caerhays, St. Sampson, St. Stephen-in-Brannel, St. Wenn, Treverbyn och Tywardreath.[2]